# 柏原 (柏原市)
柏原（かしわら）は、大阪府柏原市内の広域地名。
柏原市の北西部に位置し、柏原市の前身である南河内郡（のち中河内郡）柏原町の西側の地域である。
現在の住所表記では、本郷、今町、大正、古町、堂島町、河原町、清州、上市の各地域に該当する。

## 歴史・概要

### 近代以前
（日本 > 畿内 > 河内国 > 志紀郡 > 柏原村、市村新田）
この地にはかつて大和川が流れ、その西側（左岸）に難波（大坂）から河内国府を経て飛鳥・奈良方面へ続く街道が通っていた。
交通の要衝であり、かつ大きな河川が合流した直後の下流に位置したため、農業地、商業地として栄えたが同時に水害にも悩まされてきた。
特に元和6年（1620年）と寛永10年（1633年）に立て続けに起こった大水害では柏原地域に壊滅的な被害をもたらした。しかし当時の代官であった末吉孫左衛門長方は、大坂・京橋と柏原の間に物資運搬船を行き来させ、その売上で地域の復興を行うことを考えた。それが「柏原舟」の始まりであり、上流の「国分舟」と合わせて19世紀末ごろまで大いに栄えた。
元禄17年（1704年）に大和川はこの地の南で西方向へ付け替えられたが、付け替えに際し、柏原近辺では水運に大打撃が出るとして反対している。
川違えによって旧河川敷は広大な敷地になり、この地においては市村新田として開墾が行われた。敷地の中央に井路川（水路）が設けられた。
しかし平野郷付近を経て大坂へ至る河川・水路が無くなり、地域の西側において水不足により干ばつとなったため、弓削村の庄屋・西村市郎衛門が幕府に許可を得ずに大和川から水を引きこんで井路川を開削した。この件で市郎衛門は捕らえられ、一家は断絶となったが、水不足は改善し、平野郷経由の船運が再開されてこの地域の経済が発展していった。
近代以前には「本郷」「今町」「上市」の三つの集落が存在した。

### 近代以降
（日本 > 大阪府 > 南河内郡 > 柏原村 ⇒ 柏原町（のち中河内郡柏原町））
- 1889年4月1日の市町村制施行に伴い、旧柏原村と市村新田が合併し、自治体としての柏原村が成立。
  - 同年5月14日に大阪鉄道 (初代)開通と同時に柏原駅が開業。
- 1929年4月1日に町制を施行して柏原町に
- 1939年7月1日に堅下村、堅上村と合併して中河内郡柏原町となる。
- 1956年9月30日に南河内郡国分村と合併。

## 地理

### 河川

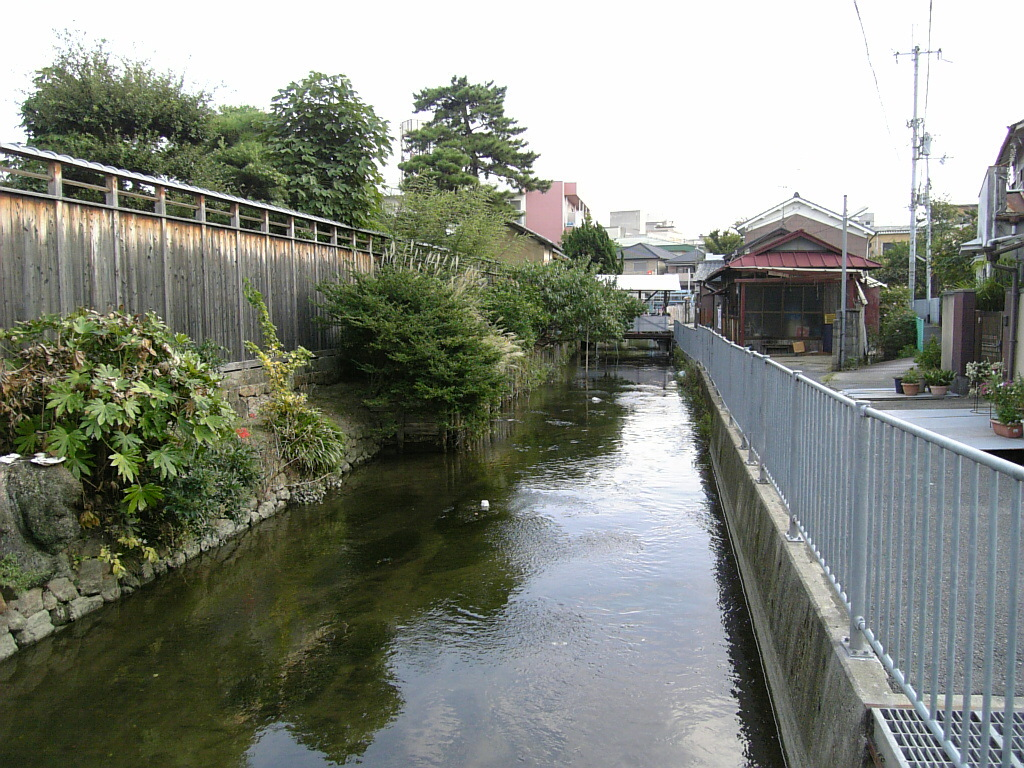
平野川（三田家住宅裏側付近）

- 大和川

かつては地域内を流れていたが、川違えにより西へ流路変更された。この時に川をせき止めるために盛られた堤を「築留」といい、現在は長瀬川の桶門がある。
- 長瀬川

旧大和川の川床の中央を流れる井路川（水路）。上市、清州、堂島町、河原町地区を縦断する。
- 平野川

「了意川」ともよばれる。本郷、今町、古町地区を縦断しているが、当地内においては大和川の付け替え後に開削された井路川である。

### 交通
主な道路
- 国道25号

旧奈良街道の西側を通る。古町（柏原南口駅の西）で旧街道と別れ、本郷橋（八尾市との境界付近）付近で再び合流する。
- 大阪府道185号柏原停車場線

本道の一部が旧奈良街道の一部区間を通る。
- 柏原市道上市法善寺線

柏原地区と堅下地区の境界となる道路。柏原市北部の市街地を南北に通る。
鉄道
- JR関西本線（大和路線）
  - 柏原駅
- 近鉄道明寺線
  - 柏原駅 - 柏原南口駅

## 地域

### 本郷、今町、大正、古町

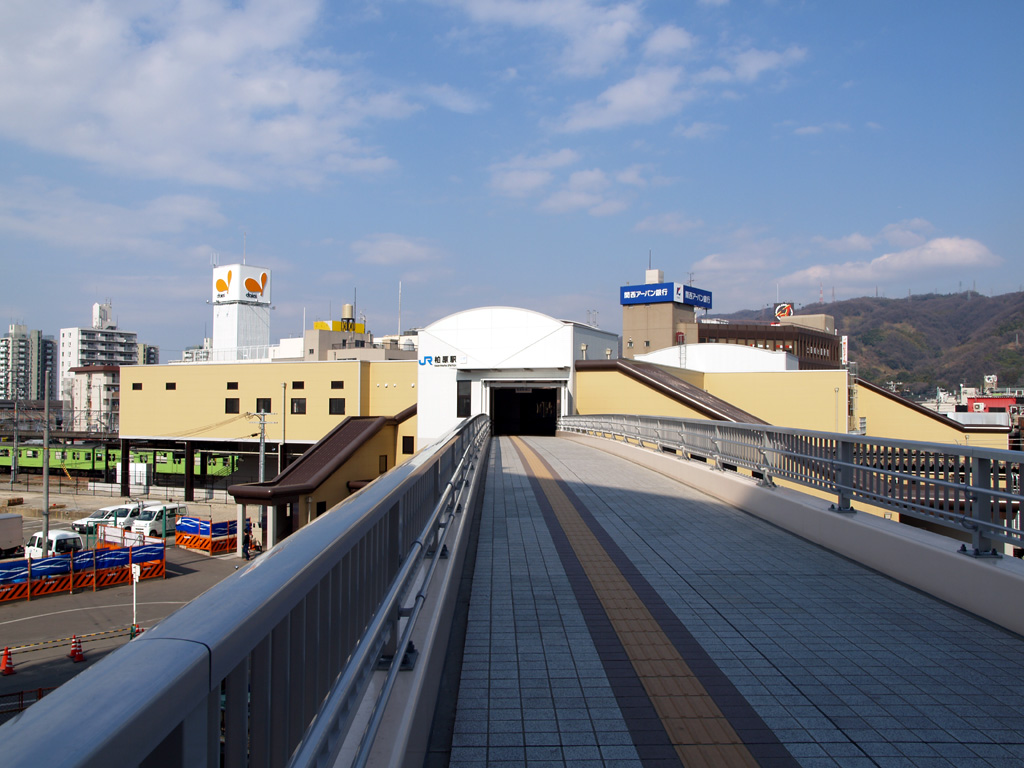
JR・近鉄柏原駅 （今町1-1-32）
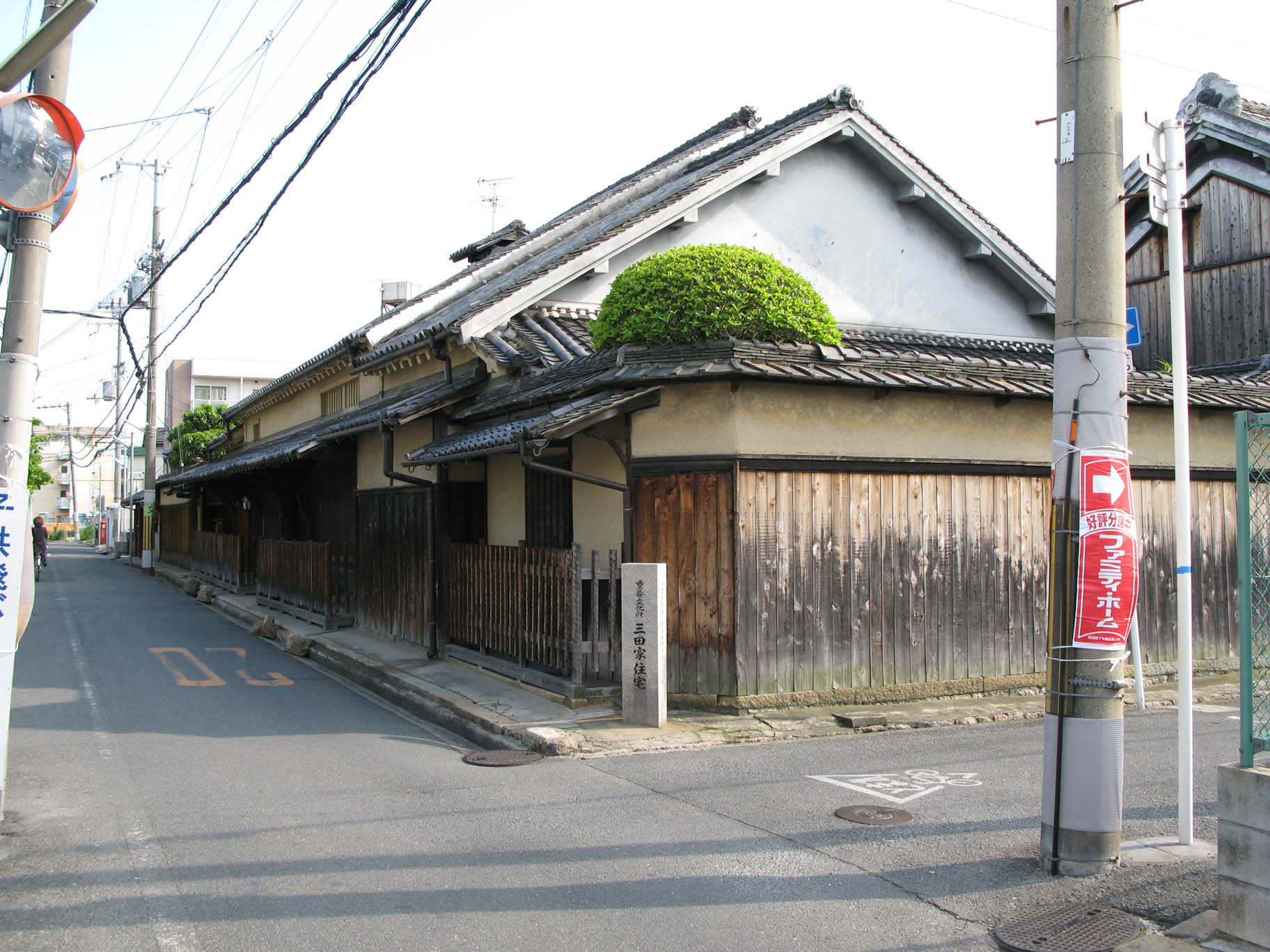
三田家住宅 （今町1-6-22）

市町村制施行前の柏原村だった地域。旧大和川左岸・旧奈良街道に沿いに古くから栄えていた。
主な施設、旧跡
（本郷1～5丁目）
- 佛照寺
- 本郷観音寺
- 富士電線工業工場
- 大阪シティ信用金庫柏原支店・法善寺支店
- 東大阪大学柏原高等学校
- コクヨ柏原工場

（今町1,2丁目）
- JR・近鉄柏原駅
- 柏原神社
- 三田家住宅

江戸時代に栄えた商家の住宅であり、国の重要文化財。1766年に大改修されて以来の姿をとどめており、江戸時代の生活・建築様式を伝える貴重な資料となっている。
- JR・近鉄柏原駅
（今町1-1-32）
- 三田家住宅
（今町1-6-22）

（大正1～3丁目）
- 柏原市立柏原小学校
- 柏原郵便局

（古町1～3丁目）
- 柏原警察署
- 平野川樋門（青地樋）

### 堂島町、河原町、清州、上市

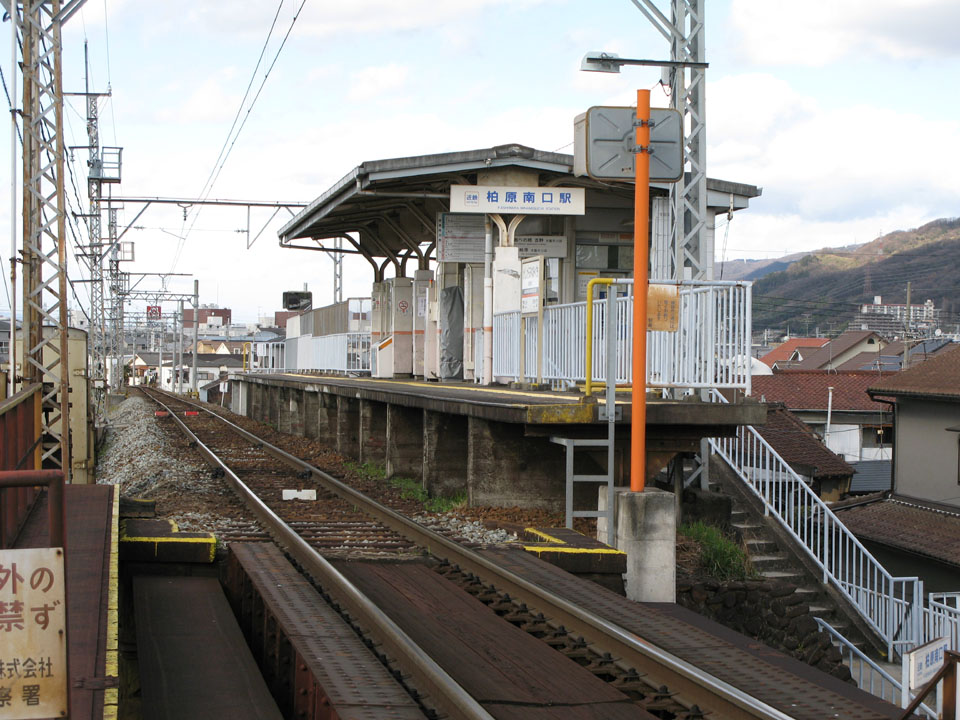
近鉄柏原南口駅 （上市2-3）
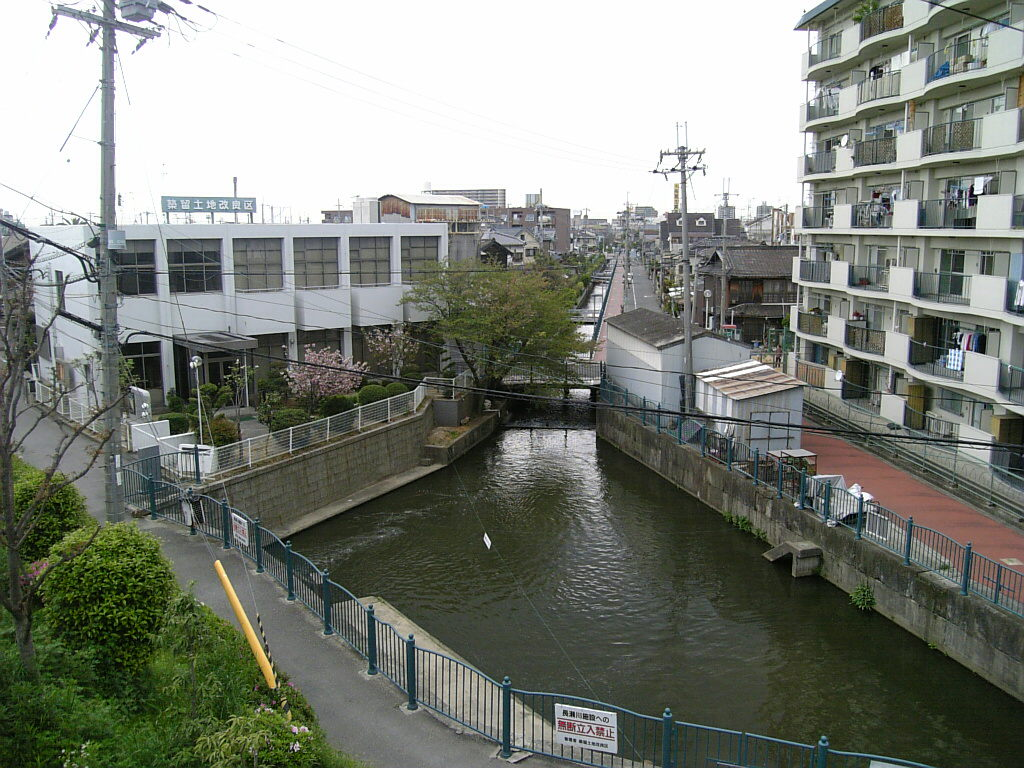
長瀬川築留樋および築留土地改良区 （上市2-320）

かつては大和川の川床であり、付け替え後の市村新田だった地域である。地域の北部は比較的規模の大きな工業地となっている。現在は工業地と市街地と化し、新田としての面影は残っていない。
主な施設、旧跡
（堂島町）
- 柏原市立柏原中学校
- 宮脇書店大阪柏原店
- テニスクラブ　コ・ス・パ柏原

（河原町）
- 岡村製油工場
- 住友金属ファインテック工場
- 大阪府営柏原河原住宅

（清州1,2丁目）
- ダイエー柏原店 - 2010年8月31日限りで閉店

（上市1～4丁目）
- 近鉄柏原南口駅
- 新大和橋（北詰）
- 長瀬川築留三番樋
- 長瀬川築留樋門

現在の樋門は明治時代末期に作られたレンガ積み構造のアーチ型の二番樋であり、国の登録有形文化財建造物に登録されている。そばに樋門の管理をしている「築留土地改良区」の事務所建屋がある。
- 大和川治水記念公園

安堂交差点北西角にある小さな公園。大和川付替二百五十年記念碑や大和川付け替えに奔走した中甚兵衛の像がある。
- 柏原市立図書館
- 柏原上市郵便局

- 近鉄柏原南口駅
（上市2-3）
- 長瀬川築留樋および築留土地改良区
（上市2-320）